# Full-Size Car
Full-Size Car (englisch: etwa Auto voller Größe) bezeichnet eine Fahrzeugklasse bei PKW, vor allem in den Vereinigten Staaten. Offiziell heißt sie Large Car, also großes Auto. Sie entspricht von der Größe der deutschen Oberklasse, bedingt aber, anders als diese, weder eine Top-Motorisierung noch eine besonders luxuriöse Ausstattung.

## Merkmale
Anders als in Deutschland ist die Klasse nicht über die Länge, sondern über das Innenraumvolumen definiert, das mindestens 3.300 l (120 ft³) betragen muss. Vorher war das Kriterium ein Radstand von mindestens 2,79 m (110 Inch). Durch die länger gewordenen Radstände in der Mittelklasse wurde auch die Länge zu einem wichtigen Faktor, Full-Size Cars sollten mindestens 5 Meter (197 Inch) lang sein. Wegen ihrer Größe werden Fahrzeuge dieser Klasse gerne von Polizei und Taxidienstleistern verwendet. Während europäische Käufer einen Zusammenhang zwischen Außenmaßen, Technik, Qualität und Komfort erwarten, ist dies in anderen Ländern – besonders den USA – nicht der Fall. Dass Karosserie und Motoren der Fahrzeuge ohne sachlichen Grund vergrößert wurden, während die technische Entwicklung eher stagnierte, stieß hierzulande auf Irritation. Fahrzeuge, die komplett der deutschen Oberklasse entsprechen, nennt man in den USA Luxury- oder Premium-Full-Size.

## Nachkriegszeit
In den 1920er und 1930er Jahren gab es eine Vielzahl von Marken und Modellen in allen Fahrzeugklassen. Der Zusammenhang zwischen der Größe des Fahrzeugs und dessen Status festigte sich. Hersteller von kompakteren Luxuswagen scheiterten; so etwa Franklin, Jordan oder auch Stutz. Die Wirtschaftskrise und die Produktionsumstellungen im Zusammenhang mit dem Zweiten Weltkrieg ließen die Zahl der Anbieter stark zurückgehen. Nach dem Scheitern des Tucker ’48 waren Kaiser und Frazer die einzigen neuen Anbieter von Full-Size-Automobilen. Diese Klasse war so weit verbreitet, dass man von ihr auch von Standard Size sprach. Die meisten Hersteller beschränkten sich auf eine bis zwei Baureihen mit jeweils mehreren Ausstattungsvarianten. In den 1950er und 1960er Jahren wurden die meisten amerikanischen Autos immer größer, schwerer und leistungsstärker. Bis zu dieser Zeit waren Full-Size Cars auf Radstände von 3,07 bis 3,23 m (121 bis 127 in) und Längen von ungefähr 5,72 m (225 in) gewachsen – die sogenannten Straßenkreuzer. Kleinere Modelle spielten in den USA vor 1960 keine große Rolle (Nash Rambler, Kaiser Henry J., Hudson Jet, Aero-Willys). Das änderte sich nach einer kurzen, aber heftigen Rezession 1958, als auch Studebaker mit dem Lark in den Markt für (US-)Kompaktwagen (compact cars) einstieg (1959), kurz darauf gefolgt von den „Großen Drei“ (General Motors, Ford und Chrysler), letztere vorerst mit den Modellen Chevrolet Corvair und Chevy II/Nova, Ford Falcon, Plymouth Valiant und Dodge Lancer und Dart. Ab 1964 wurde die Lücke zwischen Kompaktwagen und Full-Size-Automobilen durch die neue Mid-Size-Klasse geschlossen, die in etwa der deutschen Mittelklasse entspricht, aber zuweilen Dimensionen erreichte, welche die Grenze zur Full-Size-Klasse verwischten.
Die Entwicklung des US-amerikanischen Automobilbaus nach besonderen Maßstäben wurde nicht zuletzt dadurch möglich, dass die produzierten Fahrzeugmodelle ganz auf Geschmack und Rahmenbedingungen im Heimatland zugeschnitten wurden, während der Export eine vergleichsweise geringe Rolle spielte. Stattdessen wurden im Ausland Fabriken betrieben, die andere, auf die nichtamerikanischen Märkte zugeschnittene Fahrzeuge produzierten.
Es folgt ein Abriss über die Entwicklungen in den USA.

### General Motors

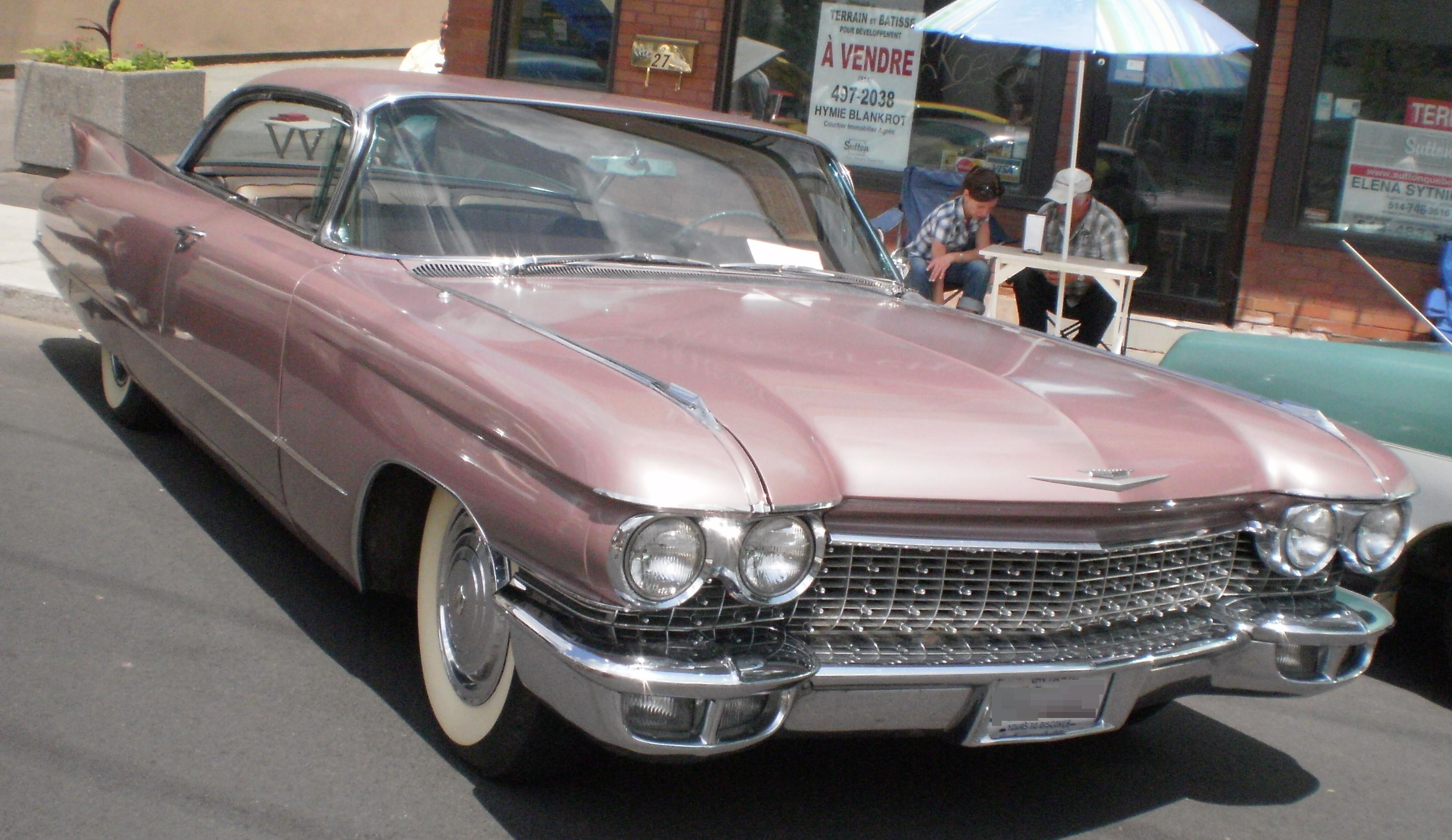
Inbegriff eines Full-Size Car: Cadillac Coupe De Ville (1960)

GM hatte vor dem Zweiten Weltkrieg ein System mit drei Plattformen eingeführt, die auf alle Konzernmodelle passten. Chassis und Grundstruktur der Karosserie waren auf möglichst große Kompatibilität ausgelegt. Die einzelnen Marken unterschieden sich durch ihre Motoren, Elemente der Aufhängung, Styling der Außenhaut und markentypische Details voneinander. Grob sah die Einteilung so aus:
- GM-A Plattform für alle Chevrolet, die kleineren Pontiac sowie den Oldsmobile Series 60
- GM B-Plattform für Oldsmobile Series 70, Buick Series 40 (Special) und 60 Century, LaSalle sowie Cadillac Series 60 und 61.
- GM-C Plattform Oldsmobile Series 90 und Nachfolger 98, Buick Series 50 (Super) und 80 Roadmaster sowie Cadillac Series 62, De Ville und 60 Special.

Für 1959 erfolgte so etwas wie ein Neustart bei GM: Erstmals in der Firmengeschichte wurden alle Konzernmarken gleichzeitig überarbeitet. Es gab viele neue Modellbezeichnungen und ein neues, leichter wirkendes Design mit Heckflossen in allen Variationen. Dazu erschien eine neue B-Plattform, in der auch die bisherige A-Plattform aufging. Weil nun alle gängigen Konzernmarken auf diesem Chassis aufgebaut waren, wurde diese Klasse auch als Standard Size bezeichnet. Zudem gab es eine neue C-Plattform (im Prinzip eine etwas längere Variante der B-Plattform) für die Luxury- und Premium-Full-Size-Modelle des Konzerns, also Oldsmobile 98, Buick Electra und die Cadillac-Baureihen ohne besondere Verlängerung (75 und 86). Zu dieser Zeit bildete sich der Begriff „Straßenkreuzer“, der aber auch andere, für Europäer „große“ Autos umfasst und sich auch nicht genau definieren lässt.
1964 erschien eine neue A-Plattform für die neuen Intermediate- oder Mid-Size-Modelle, die zwischen den Full Size und den Compacts (K-, X- und Z-Plattformen) angesiedelt waren (typische Vertreter: Chevrolet Malibu oder Pontiac LeMans). Die B-Plattform wurde 1961, 1965, 1971, 1977 und 1991 überarbeitet. Konzernweite Facelifts gab es zudem 1969 und 1980. Erst 1996 wurde die B-Plattform eingestellt, die C-Plattform wurde 1984 durch die eng verwandte D-Plattform abgelöst, die einigen Cadillac-Modellen vorbehalten war und ebenfalls 1996 auslief. Den größten Einschnitt ihrer Bauzeit erfuhren die Full-Size-Modelle von GM durch das konzernweit durchgeführte „Downsizing“ (Verkleinerung) ab dem Modelljahr 1977.
Manche Modellreihen erfuhren eine Neuausrichtung, die eine andere Plattform nach sich zog. Die nachstehende Liste berücksichtigt daher Baureihen, die möglicherweise nur zeitweilig der Full-Size-Klasse zuzuordnen sind; Details siehe in den jeweiligen Modell-Artikeln. Nicht enthalten sind kanadische und australische Modellbezeichnungen sowie solche für Station Wagon (z. B. Chevrolet Kingswood als Kombiversion des Caprice).
Chevrolet Full Size

Biscayne; Bel Air; Impala; Caprice/Caprice Classic
Pontiac Full Size

Der Bonneville erschien 1957 als Pontiacs Topmodell. Ab 1959 war der Catalina viele Jahre günstigere Full-Size-Ausführung. Über diesem wechselten die Modellbezeichnungen häufig. Eine Besonderheit stellt der Personal luxury Grand Prix dar, dessen erste Generation (1962–1968) auf der B-Plattform aufgebaut war.

Bonneville; Star Chief, Catalina, Ventura; Executive; Grand Ville
Oldsmobile Full Size

Oldsmobile 88 (Super 88, Delmont 88, Dynamic 88, Jetstar 88, Delta 88); Starfire
Buick Full Size

Eine Besonderheit stellt der Personal luxury Riviera dar, dessen 5. Generation (1977–1978) als Zwischenlösung auf dem Le Sabre (B-Plattform) aufgebaut war.

LeSabre; Invicta, Roadmaster; Wildcat; Centurion, Riviera
Cadillacs waren auf B-, C- und D-Plattformen aufgebaut (Frontantrieb-Eldorado: E) und damit per se Full-Size Cars.

### Ford

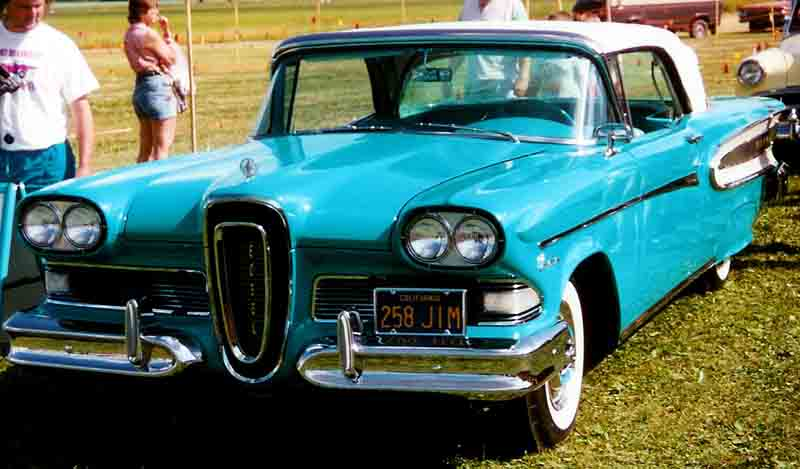
Der Edsel Citation von 1958 war ein Full-Size Car des Ford-Konzerns

Die Marke Ford hatte seit den Tagen des Modells T auf eine einzige Baureihe pro Modelljahr gesetzt. Später kam Lincoln hinzu mit anfangs wenig Gemeinsamkeiten. Mit dem Ford Modell A wurde die Unterteilung in Standard- und Deluxe-Modelle eingeleitet, die sich im Prinzip bis zum Ende der V8-Baureihen 1948 fortsetzen sollte. Lincoln begann, mehrere Modelle anzubieten, zeitweise mit V8- und V12-Motoren, und 1938 kam der Mercury auf einem verlängerten Ford-Chassis und mit vergrößertem Ford-V8 dazu. Ursprünglich beabsichtigte Ford, die ersten Nachkriegsmodelle (für 1949 geplant) deutlich kompakter zu bauen. Im letzten Moment scheute man das damit verbundene Risiko, der „kleine“ Ford wurde nach Frankreich transferiert und dort als Vedette gebaut, das als Mercury vorgesehene Fahrzeug erschien als Ford, und der Mercury teilte sich seinerseits eine Plattform mit dem „kleinen“ Lincoln. Für den „großen“ Cosmopolitan als Nachfolger des Continental gab es ein neues Fahrgestell. 1956–1960 wurde die Marke Continental oberhalb des Lincoln eingeführt. Die neue, kurzlebige Marke Edsel (1958–1960) bestand anfangs aus vier Modellreihen, wobei je zwei Ford- und Mercury-Fahrgestelle nutzten. Eine Besonderheit war die selbsttragende Bauweise, die Lincoln und Continental 1958–1969 verwendeten.
Auch Ford verwendete manche Modellnamen mehrfach und für unterschiedliche Baureihen. Es sind also nicht zwingend alle Modelljahre der nachstehenden Serien Full-Size Cars; Details siehe in den jeweiligen Modell-Artikeln. Nicht enthalten sind kanadische und australische Modellbezeichnungen sowie solche für Station Wagon (z. B. Ford Country Squire als Top-Kombimodelle mehrerer Fahrzeugklassen).
Ford Full Size

Galaxie (nicht zu verwechseln mit dem europäischen Minivan Ford Galaxy); LTD (ohne LTD II); XL; (LTD) Crown Victoria samt Police InterceptorVariante.
Mercury Full Size

Turnpike Cruiser; Park Lane; Marquis und Grand Marquis; Montclair; Monterey; Marauder
Edsel Full Size

Alle Edsel, wobei die Baureihen Ranger und Pacer sowie alle Station Wagon (Bermuda, Roundup und Villager) auf Ford-Fahrgestellen beruhten und die größeren
Citation und Corsair auf solchen von Mercury.
Alle Lincoln und Continental bis 1979 gelten als Full-Size Cars, einige auch danach.

## Jüngere Entwicklung
Nach der Ölkrise gingen die Verkäufe der Full-Size Cars in den 1970er Jahren stark zurück. Zu dieser Zeit erfreuten sich auch japanische Autos wie Toyota Corolla oder Honda Civic zunehmender Beliebtheit. Die amerikanischen Hersteller reagierten und produzierten ab 1977 etwas verkleinerte Modelle mit effizienteren Motoren, jedoch noch immer grundsätzlich V8. Dies und der wieder gesunkene Ölpreis sorgten in den 1980er Jahren wieder für zunehmende Popularität der Fahrzeugklasse. Eine weitere Runde des Downsizings begann 1985/86, als GM eine neue Generation Full-Size Cars vorstellte, mit Frontantrieb und ohne die vorher fast obligatorischen V8-Motoren.
Seit den 1990er Jahren gewannen Full-Size-SUVs mit großen Motoren an Beliebtheit und verdrängten alle Kombis aus dieser Klasse. Durch die rapide Steigerung der Ölpreise und die Finanzkrise 2007 verschwanden die verbliebenen klassischen Straßenkreuzer nun endgültig, und die derzeitigen Full-Size-Modelle wie Chevrolet Impala, Chrysler 300 und Ford Taurus haben eine Länge von ca. 5 Metern. Allerdings sind in den USA überdimensionierte Pick-ups nach wie vor deutlich stärker verbreitet als in anderen Ländern; Modelle wie der Nissan Titan werden exklusiv für den US-amerikanischen Markt produziert.

## Aktuelle Full-size Cars

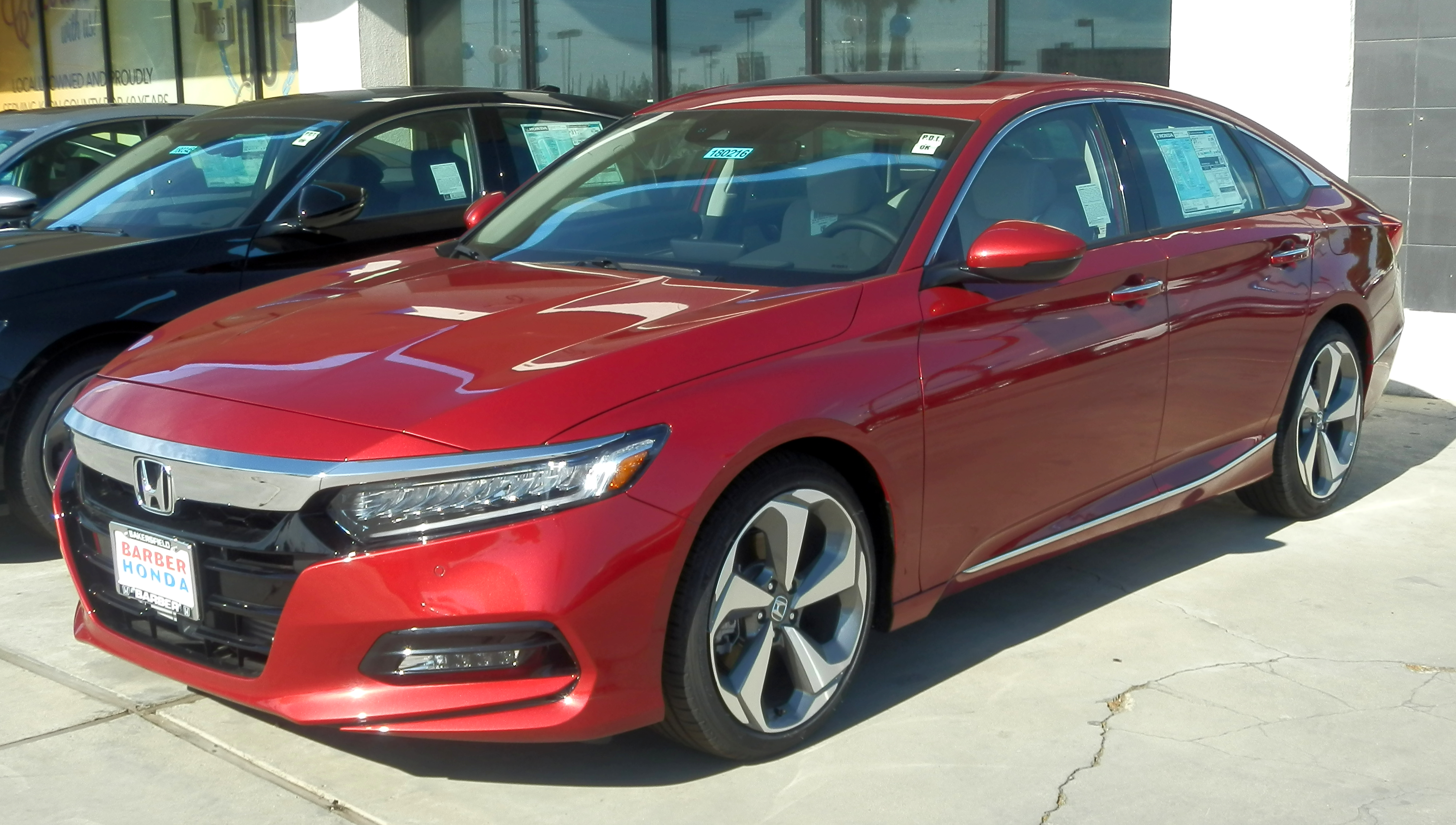
Honda Accord
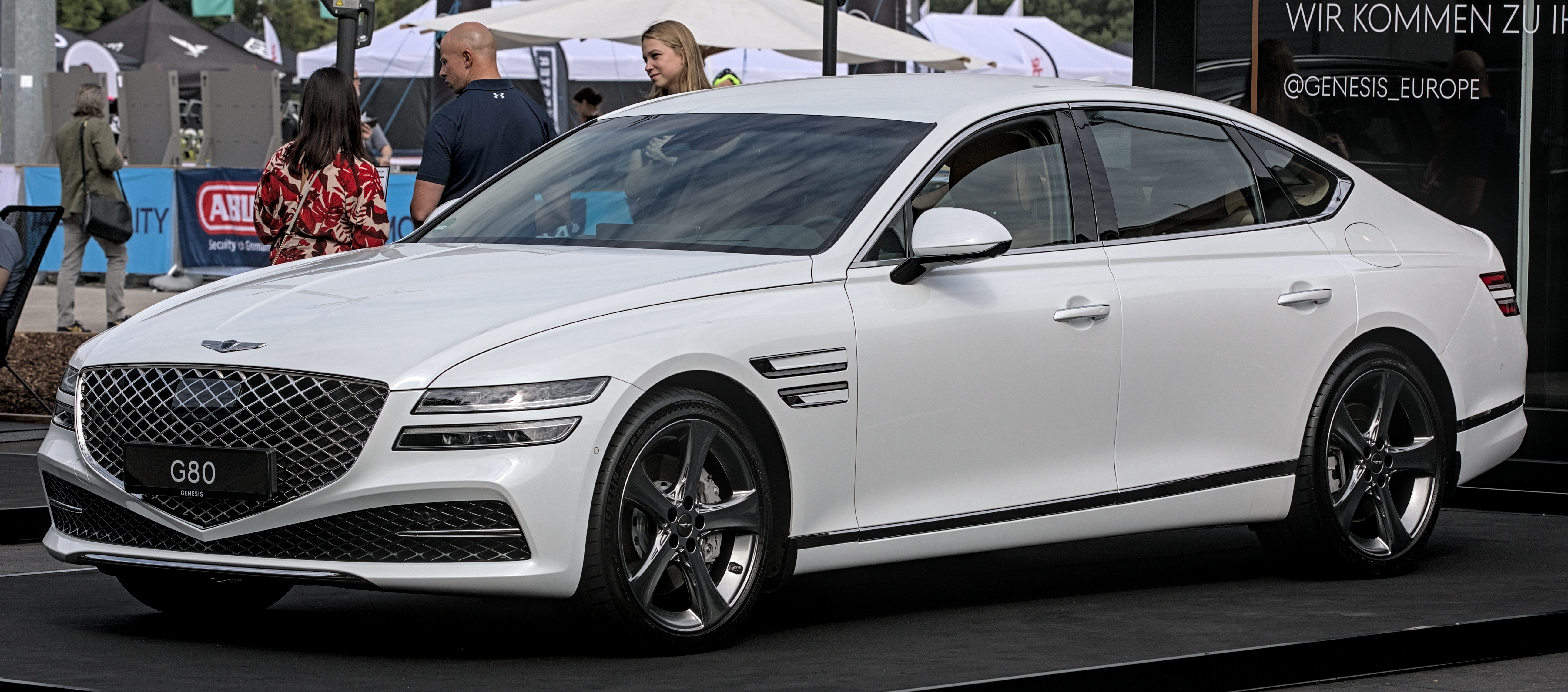
Genesis G80

## Historische Full-size Cars

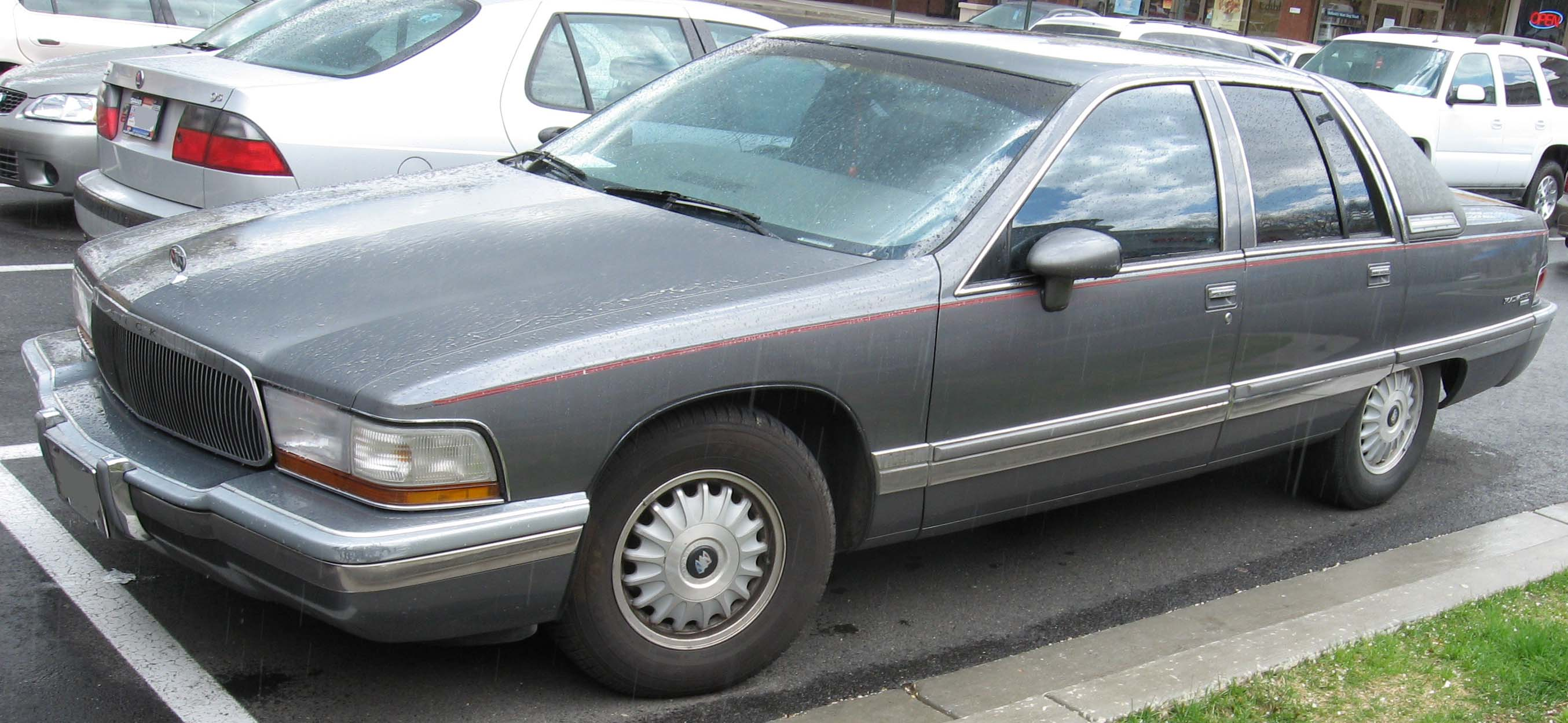
Buick Roadmaster
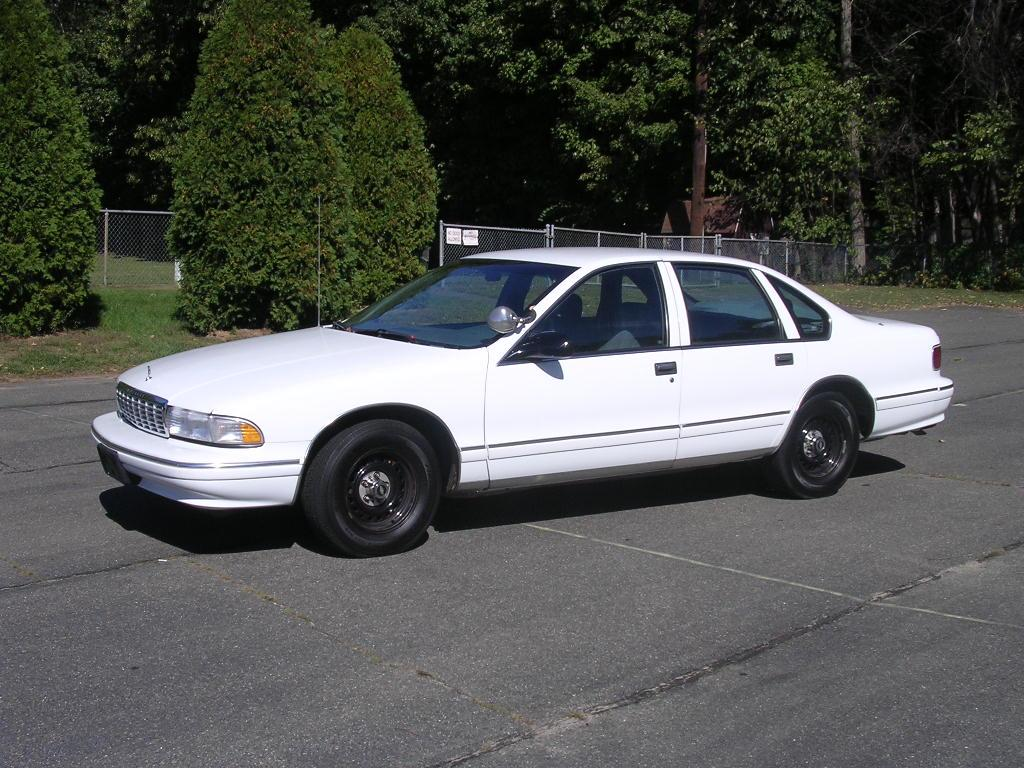
Chevrolet Caprice
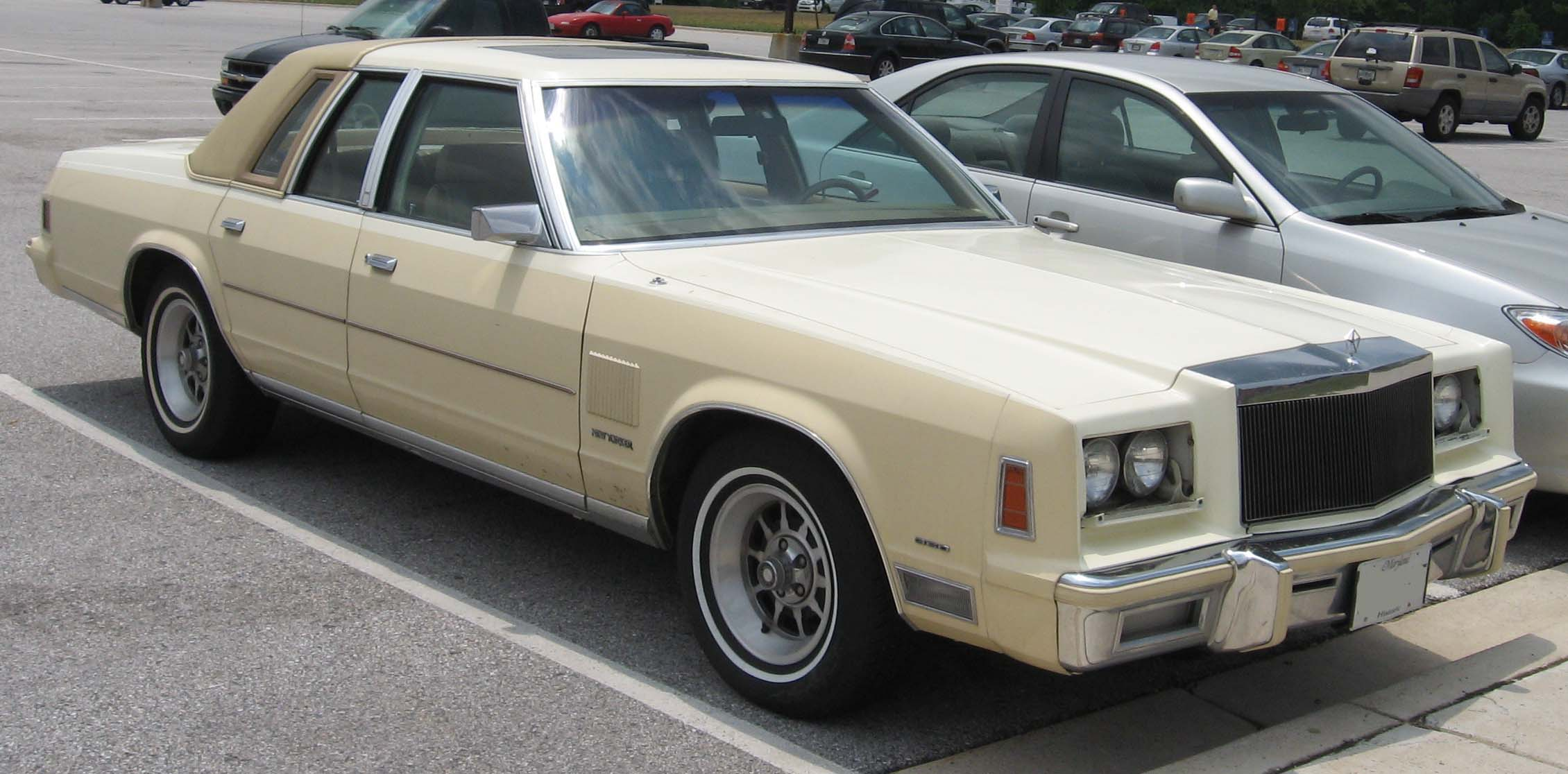
Chrysler New Yorker
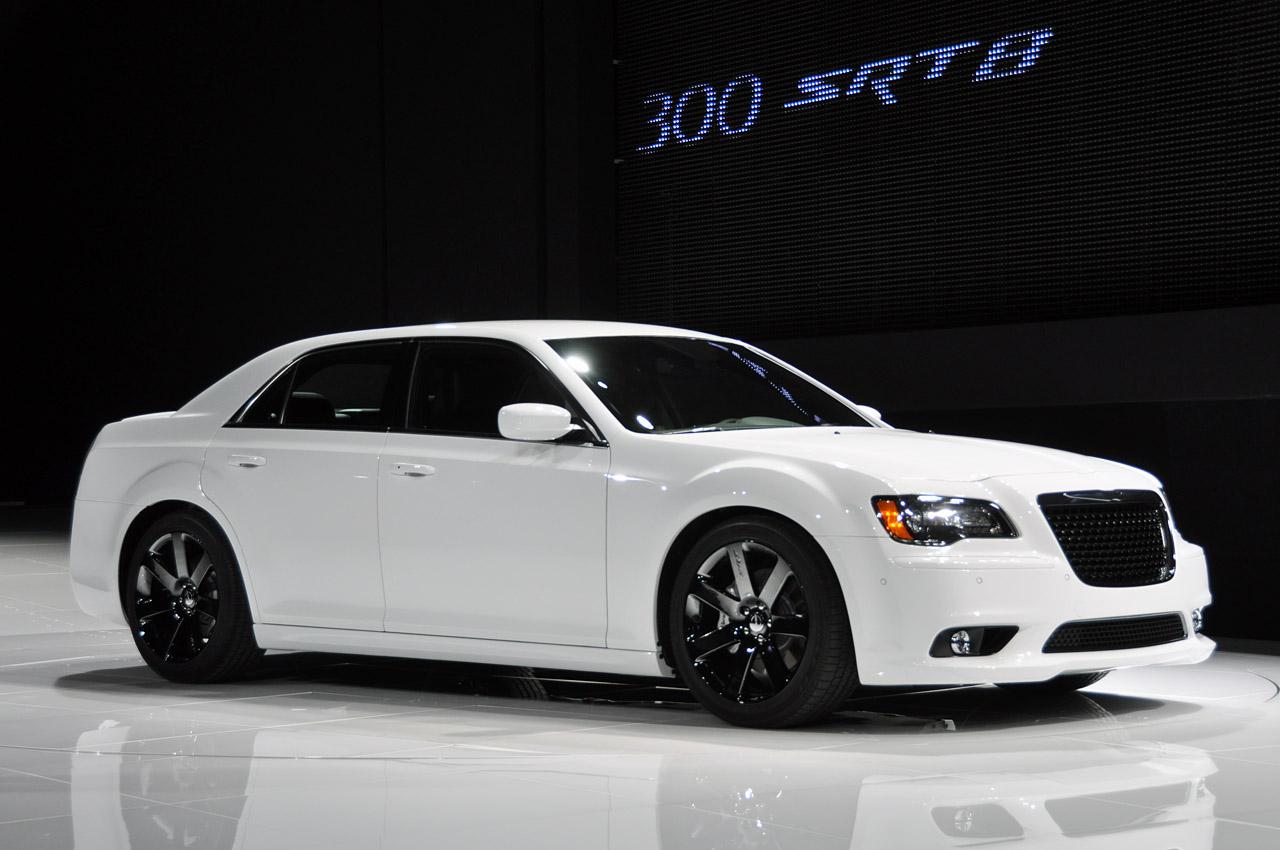
Chrysler 300
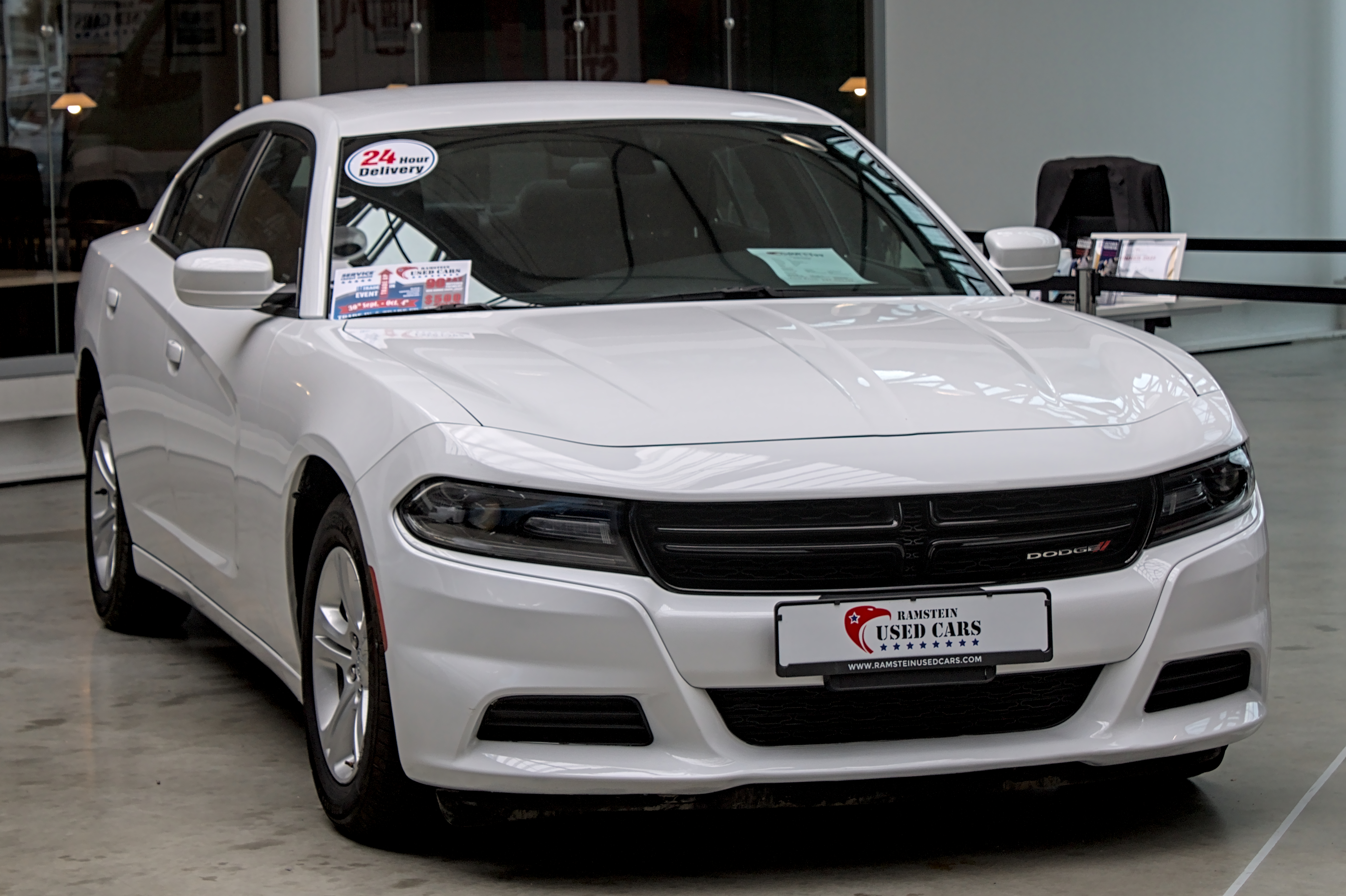
Dodge Charger
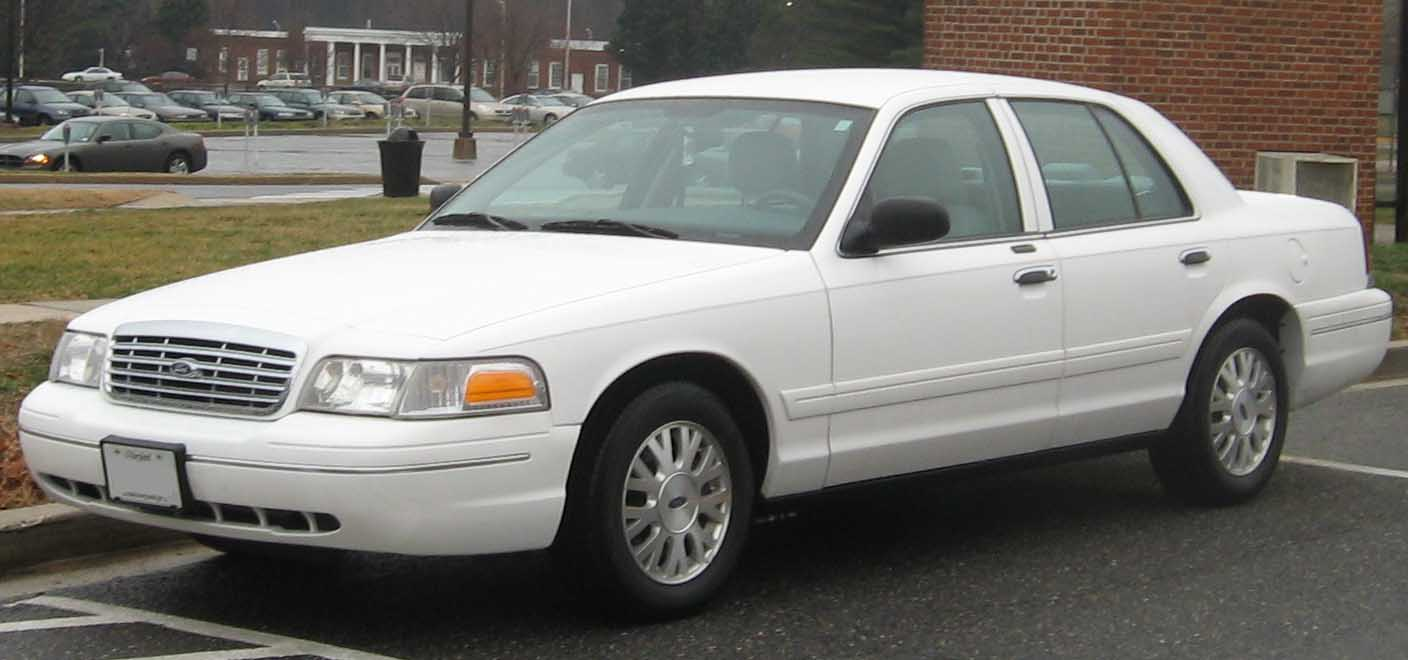
Ford Crown Victoria
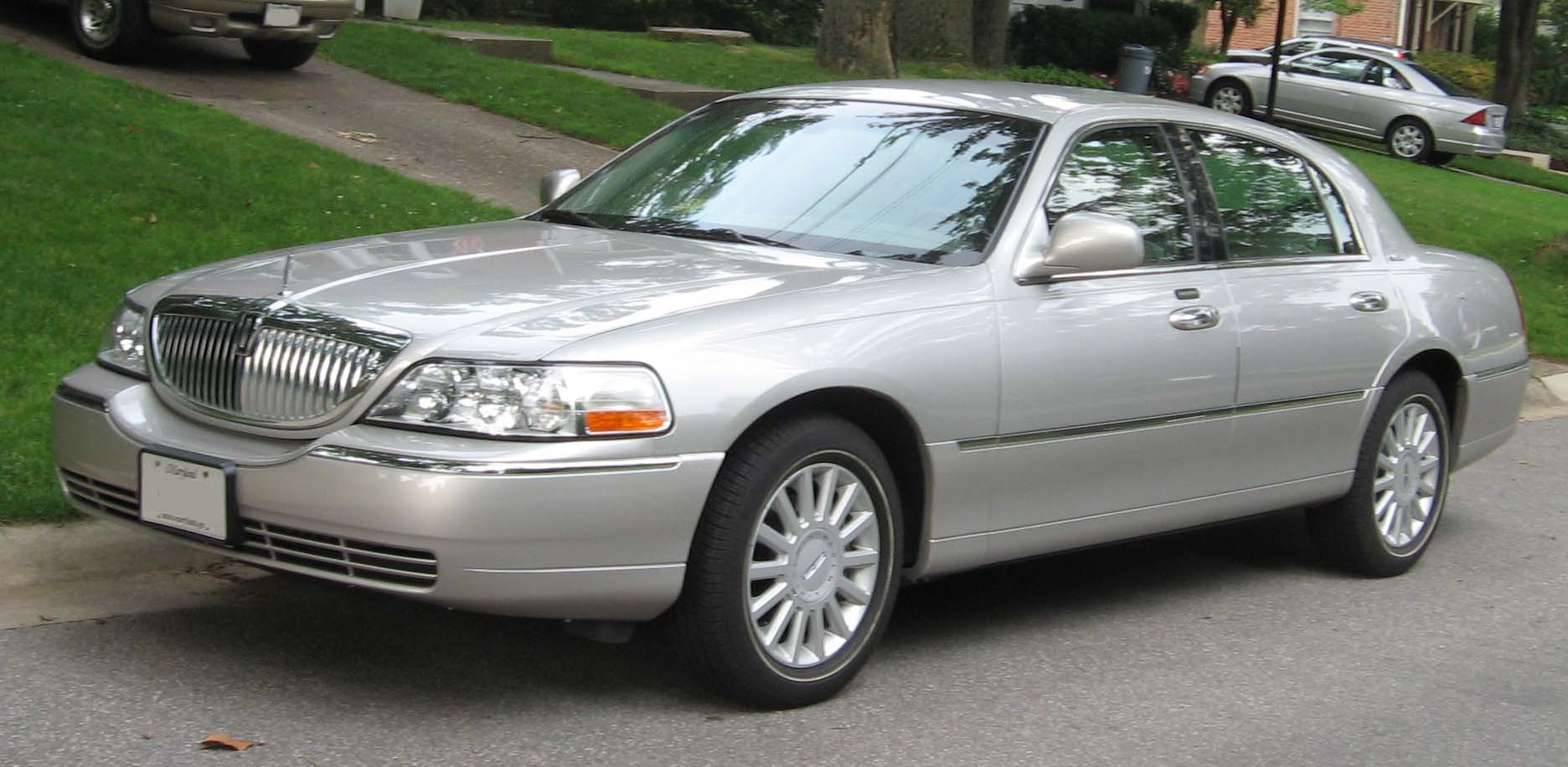
Lincoln Town Car
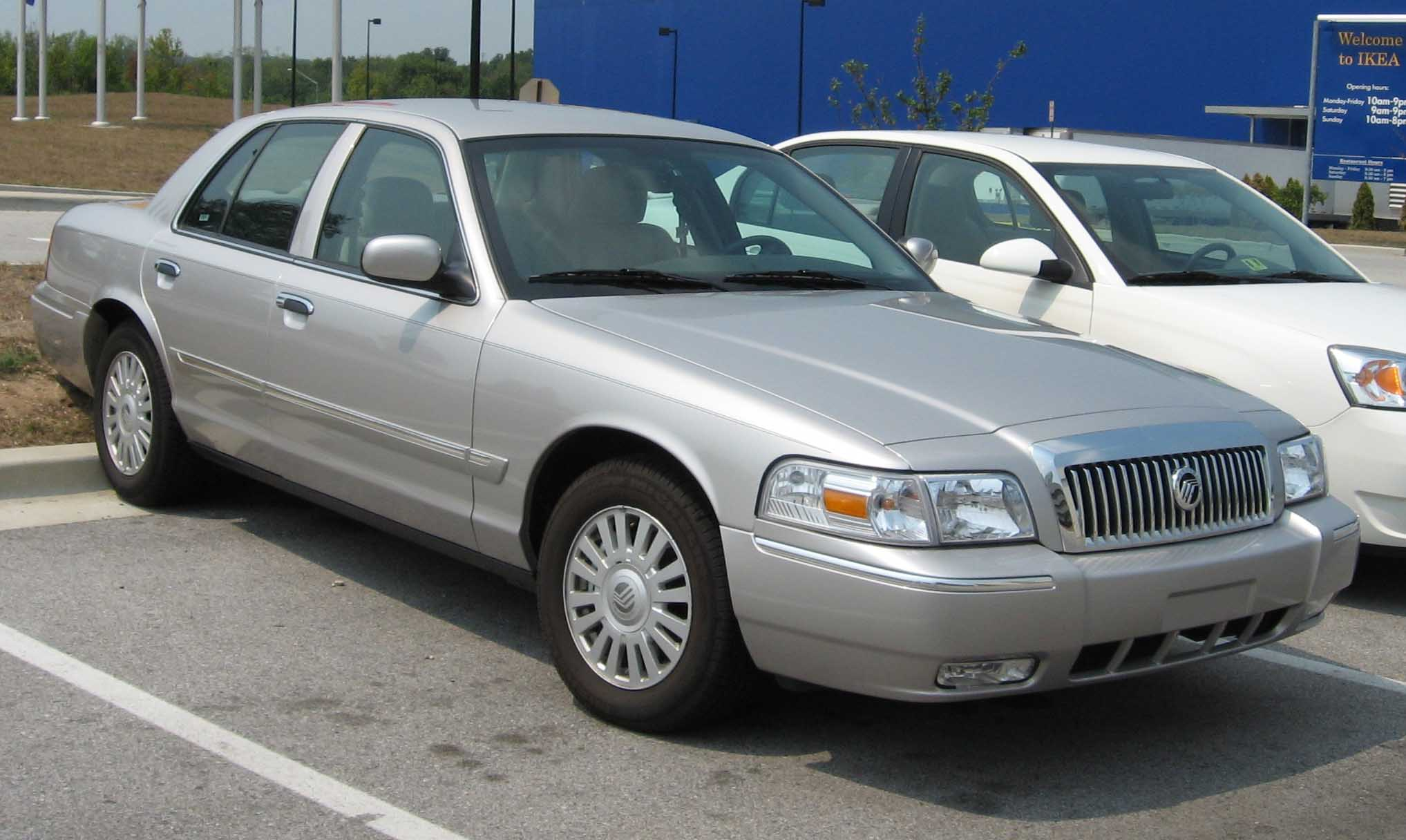
Mercury Grand Marquis
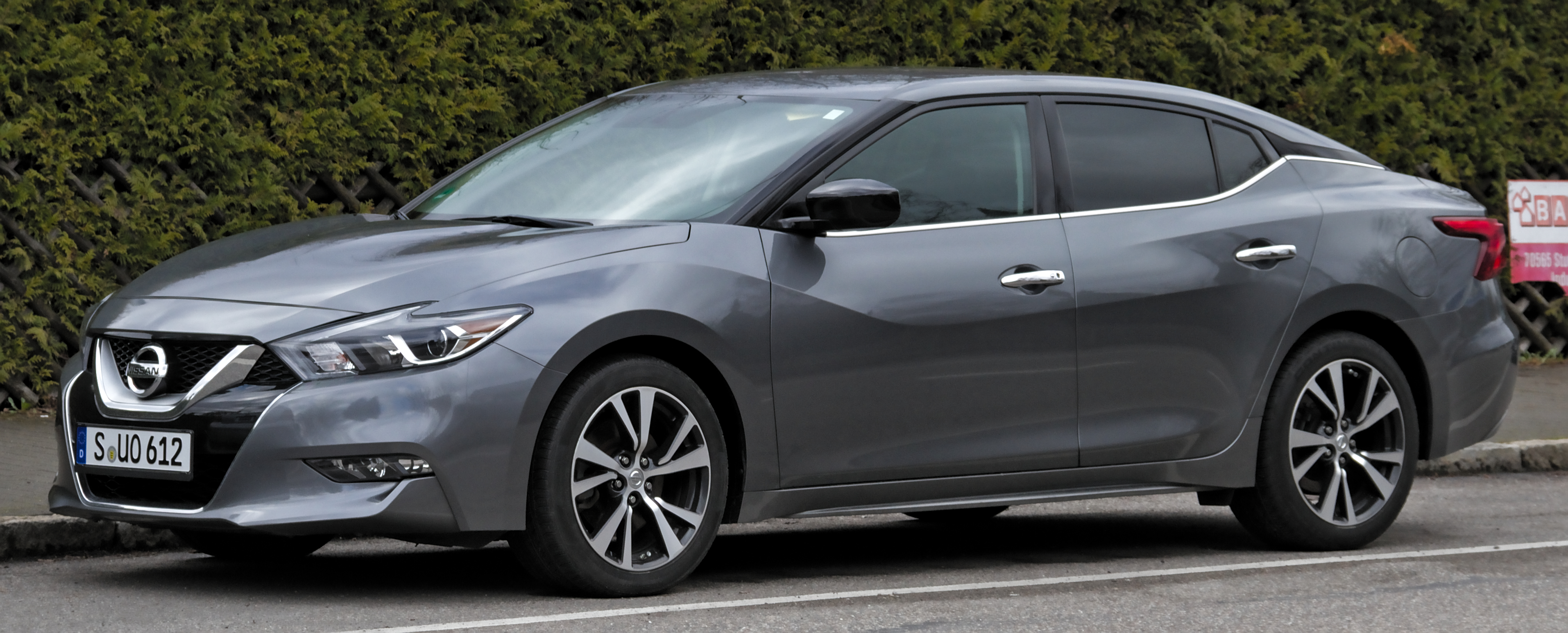
Nissan Maxima